# The Arizonian
The Arizonian is een Amerikaanse western uit 1935 onder regie van Charles Vidor. Destijds werd de film in Nederland uitgebracht onder de titel De held van Silver City.

## Verhaal
Clay Tallant komt aan in het stadje Silver City in Arizona. Hij krijgt er de baan van sheriff aangeboden. Met behulp van zijn broer wil hij de misdaad in het kleine stadje aanpakken.

## Rolverdeling
| Acteur               | Personage      |
| -------------------- | -------------- |
| Richard Dix          | Clay Tallant   |
| Margot Grahame       | Kitty Rivers   |
| Preston Foster       | Tex Randolph   |
| Louis Calhern        | Jake Mannen    |
| James Bush           | Orin Tallant   |
| J. Farrell MacDonald | Andy Jordan    |
| Ray Mayer            | Frank McClosky |
| Willie Best          | Pompey         |
| Joe Sawyer           | Keeler         |
| Francis Ford         | Ed Comstock    |